# Assan Jatta
Assan 'Bierhoff' Jatta (15 maart 1984) is een Gambiaanse voetballer (spits), Spelend bij Dessel Sport. Hij speelde reeds zes wedstrijden voor het Gambiaans voetbalelftal en kwam daarin vier keer tot scoren.
Voor hij naar Europa trok speelde hij bij de Gambiaanse club Steve Biko FC. Tijdens de zomer van 2006 ging hij samen met zijn landgenoot Mustapha Jarju naar België om er een contract te tekenen bij K. Lierse SK. De aanpassing verliep echter moeizaam. Hij kwam elf keer in actie maar vond slechts één maal het doel. Dat seizoen degradeerde Lierse naar de Belgische Tweede Klasse
Jatta bleef bij de club maar ook het volgende seizoen kon hij zijn stempel niet drukken. Door de komst van Jurgen Cavens en de prima prestaties van Dries Ventose leek zijn toekomst bij de club op een dood spoor te zitten. In januari 2008 werd Jatta dan maar uitgeleend aan Verbroedering Geel. In juni 2008 werd besloten zijn contract bij Lierse niet te verlengen.
Jatta ging hierna aan de slag bij Dessel Sport.

## Statistieken
| seizoen    | club               | land   | competitie     | wed. | goals |
| ---------- | ------------------ | ------ | -------------- | ---- | ----- |
| 2006/07    | K. Lierse SK       | België | Jupiler League | 11   | 1     |
| 2007/08    | K. Lierse SK       | België | Tweede Klasse  | 8    | 0     |
| 2007/08    | Verbroedering Geel | België | Tweede Klasse  | 3    | 0     |
| Bijgewerkt | 17-02-08           |        |                |      |       |